# Sautrāntika
Le Sautrāntika (sanskrit ; pāli : Suttavādā ;  chinois : Jing-liangbu ; Japonais : Kyō-bu) est l'une des écoles du bouddhisme hinayana. 
Sautrāntika signifie ceux qui suivent les sûtras, à savoir les sûtras du « premier tour de roue du Dharma », ceux du bouddhisme ancien, par opposition au mahayana. L'école a ses origines dans le courant sarvastivadin dont elle s'est détachée. 
Selon cette école, il n'existe pas de Soi ni de phénomènes tels qu'habituellement perçus : seuls existent en réalité absolue des atomes indivisibles et des instants de conscience comme dans pour l'école Vaibhashika. En vérité relative, seuls les phénomènes individuels et singuliers en tant qu'ils sont efficients (les phénomènes doués d'efficacité causale) sont dits réels. Les Sautrāntika déclarent qu'il n'y a jamais de lien direct entre l'objet perçu et la conscience qui perçoit l'objet.
Philippe Cornu déclare :

« En vérité relative, le contact entre l'objet et la conscience est dit indirect, c'est-à-dire que la conscience, tel un miroir, perçoit une image mentale de l'objet et non l'objet lui-même. La conscience et ses objets d'appréhension sont en effet de nature différente entre eux du fait de cette différence de nature. La nature de l'objet reste cachée à la conscience, qui ne peut se faire qu'une représentation illusoire de l'objet et donc du monde. »

En ceci, la pensée Sautrāntika prépare le Cittamātra qui va pousser le raisonnement plus loin en niant l'existence même de l'objet extérieur. D'autre part, elle introduit à la notion de production dépendante dans le Madhyamaka dans le fait que les phénomènes existent en dépendance d'une conscience qui les dénomme dans les raisonnements Madhyamaka.
Les « incomposés », dont l'espace et le nirvana, ne sont rien d'autre que l'absence d'autre chose. 
Contrairement au sarvastivadin, l'école Sautrāntika réfute l'existence de phénomènes passés et futurs, ainsi que l'idée qu'un arahat puisse retomber dans le samsara.

### Textes
- Vasubandhu, Abhidharmakoshabhâsya, traduit et annoté par Louis de la Vallée Poussin, Paul Geuthner, Paris, 1923-1931, 6 vol., rééd. 1971. vol.1 vol.2 vol.3 vol.4 vol.5 vol.6 Internet Archive (PDF)
- Dignāga, Pramāṇa-samuccaya (compendium sur la connaissance valide), trad. partielle en an. (chap. 2, chap. 5) : Richard P. Hayes, Dignaga on the Interpretation of Signs, Kluwer Academic Publishers, 1988 ; trad. chap. 1 : Masaaki Hattori, "The Pramāṇasamuccayavṛtti of Dignāga: With Jinendrabuddhi’s Commentary. Chapter Five: Anyāpoha-Parīkṣā. Tibetan Text with Sanskrit Fragments", Memoirs of the Faculty of Letters Kyoto University, 21, p. 103–224, 1968 .

### Études
- Georges Dreyfus, Les deux vérités selon les quatre écoles, éd. VajraYogini, Marzens, 2000; pp. 43-96.
- Philippe Cornu, Dictionnaire encyclopédique du bouddhisme, Seuil, 2001, p. 491-492.
- C. de Charms, L'Esprit, deux perspectives, Kunchab, Schoten, 2000.